# 사마부
사마부(司馬孚, 180년 ~ 272년 2월)는 조위의 관료이자 서진의 관료·황족으로, 자는 숙달(叔達)이며 하내군 온현(溫縣) 사람이다. 사마랑·서진 선제의 동생으로, 사마망의 아버지였으나 사마망을 형인 사마랑에게 입양보냈다. 자치통감의 저자로 유명한 북송의 사마광은 그의 후손이라고 한다. 시호는 안평헌왕(安平獻王).

## 생애
고평릉의 변에서는 상서령으로 태위 장제(蔣濟)와 함께 군기고를 점령했고, 대오전에서는 제갈각과 교전했고, 대촉한전에서는 등애(鄧艾)의 후속 부대로써 교전했다. 또한 진나라의 대신이라기보다는 위나라의 충신으로 많이 알려져 있다. 265년, 사마염(司馬炎)이 조환에게서 선양을 받자 황제에서 퇴위한 진류왕의 손을 잡고 눈물을 흘렸다. 안평왕에 봉해지고, 태재 · 지절 · 독중외제군사에 임명되었다. 비록 황제의 총애를 받았으나, 이를 영광으로 여기지 않고 항상 근심에 빠졌으며 시종 위나라의 신하였음을 잊지 않았다.

## 《삼국지연의》에서의 사마부
조조(曹操)가 죽자 조비(曹丕)의 즉위에 공헌하여 상서, 상서령을 지냈다.
사마의, 사마소, 사마사에게는 협력하여 조모를 옹립하자고 진언했으나, 나중에 조모가 사마소파의 가충에게 시해당하자 죽은 조모의 시체를 안고 통곡하며 조모의 장례를 치를 것을 사마소에게 허락받았다. 265년 사마염(司馬炎)이 즉위하자 안평왕에 봉해졌으나 받지 않고 죽을 때까지 위나라의 신하로 살았다.

## 친족
- 사마랑(큰형)
- 사마의(작은형)
- 안평헌왕 부
  - 안평정왕(安平貞王) 옹(邕) (맏아들)[1]
    - 세손 숭(崇) (손자)[1]
    - 안평목왕(安平穆王) 융(隆) (손자)[1]

  - 의양성왕(義陽成王) 망(望) (아들)[1]
  - 태원성왕(太原成王) 보(輔)[1]
  - 익(翼)[1]
  - 태원열왕(太原烈王) 괴(瓌)[1]
  - 고양원왕(高陽元王) 규(珪)[1]
  - 상산효왕(常山孝王) 형(衡)[1]
  - 패순왕(沛順王) 경(景)[1]

## 같이 보기
- 삼국지 인물 목록